# Georg Sievers

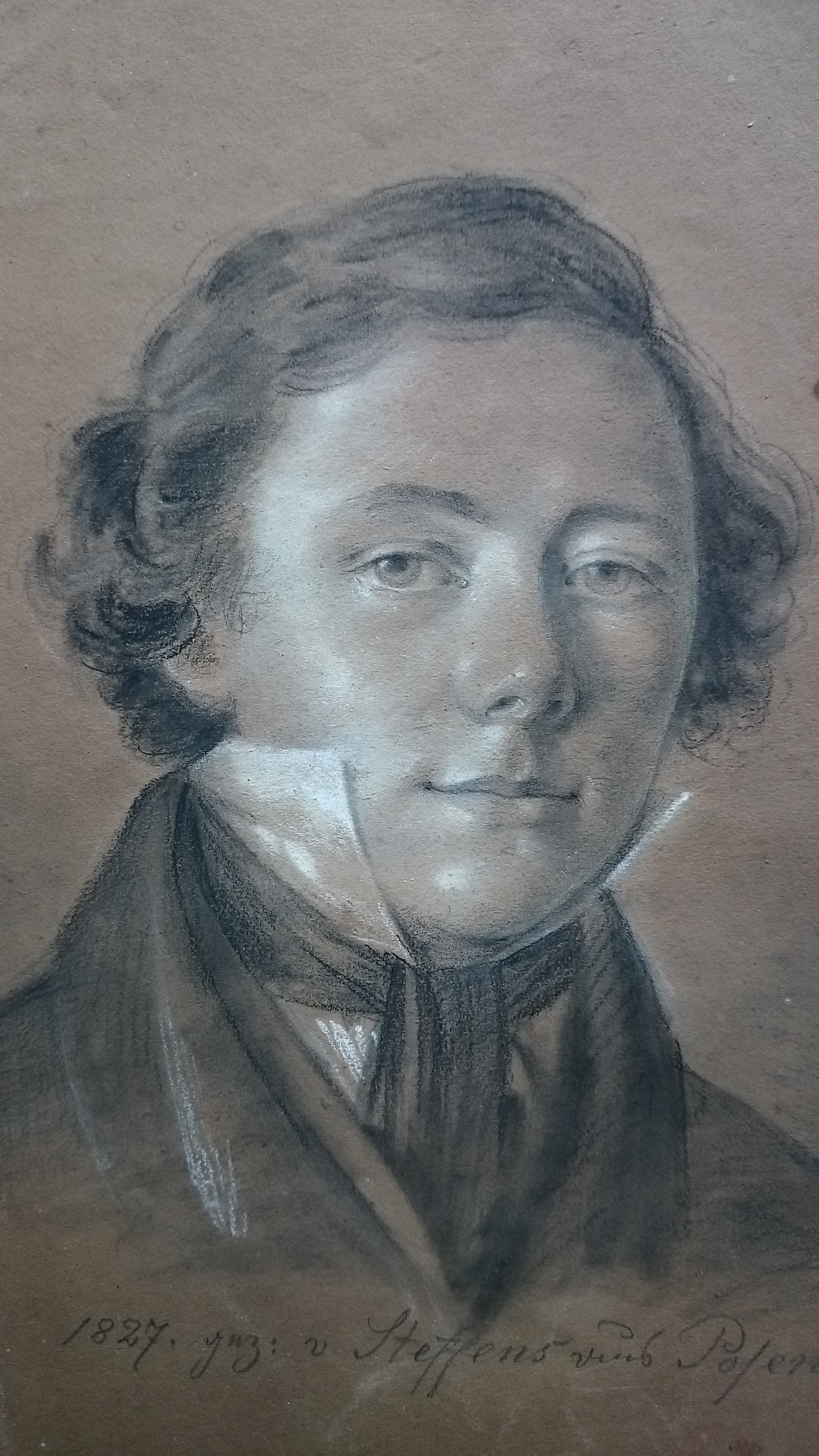
Der junge Georg Sievers 1827;
Zeichnung: Carl Heinrich Steffens aus Posen

Johann Georg Wilhelm Sievers, geboren als Georg Siebers (geb. 1803 in Celle; gest. 14. Januar 1887 in Berlin) war ein deutscher Dekorationsmaler und Restaurator. Er wurde im Jahr 1853 zum königlichen Hof-Zimmermaler ernannt. Sievers war ein Schwiegersohn des von Karl Friedrich Schinkel geförderten Hoftischlers Karl Wanschaff sowie ein enger Mitarbeiter des Architekten August Stüler.

## Leben

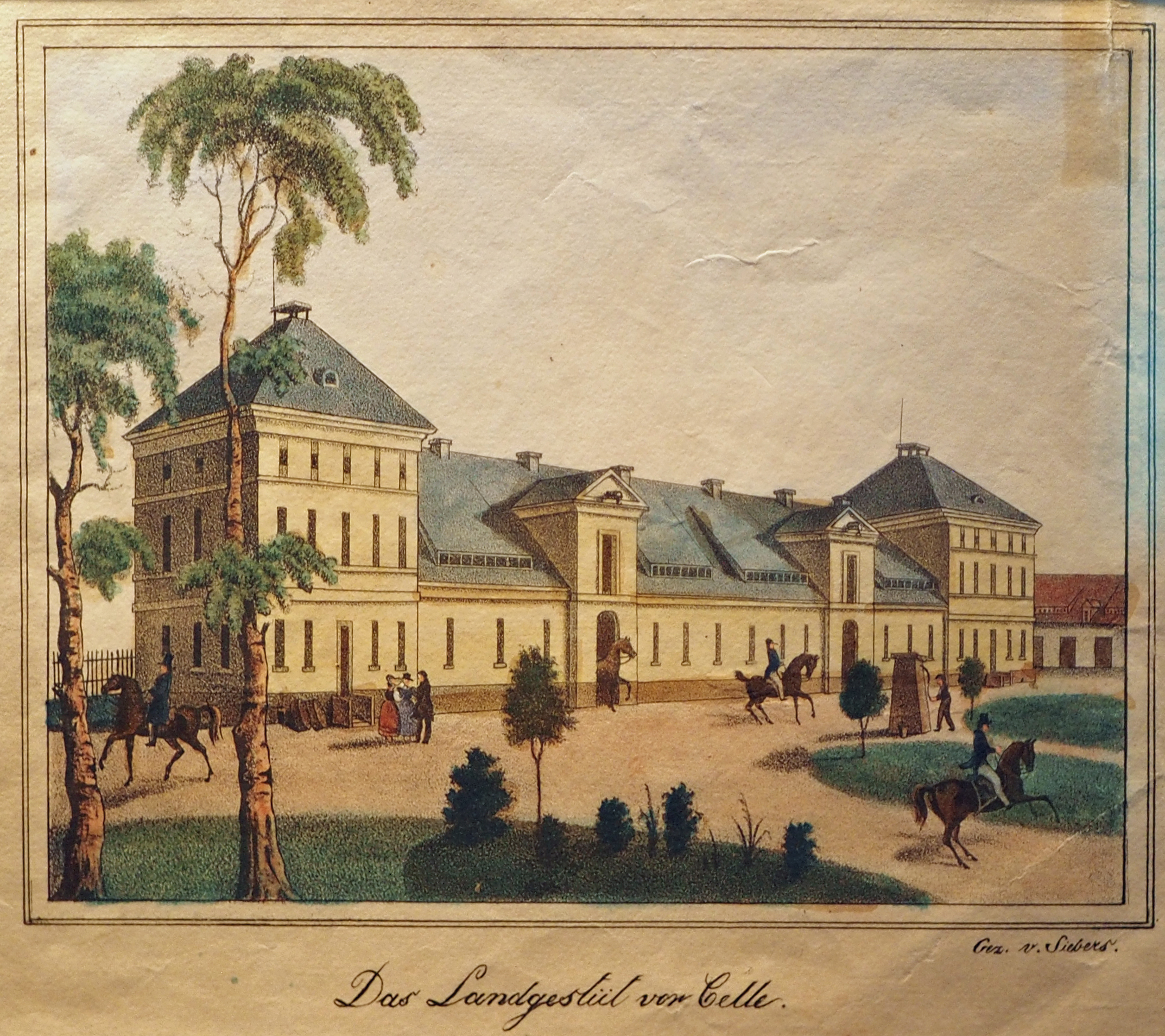
„Das Landgestüt vor Celle“;
aquarellierte Lithografie, „Gez. von Siebers“

Georg Sievers, die ursprüngliche Schreibweise Siebers wurde ab 1834 dann in Sievers geändert, heiratete am 6. August 1831 in der Berliner Dreifaltigkeitskirche Friderike Wanschaff, eine Tochter des königlichen Hoftischlers Karl Wanschaff. Das junge Paar wohnte ab April 1834 im Hause des Schwiegervaters in der Berliner Wilhelmstraße 47. Die Möblierung der Wohnung übernahm selbstverständlich Wanschaff selbst. Sievers’ Enkel, der Kunsthistoriker Johannes Sievers, berichtet von den in der Sieverschen Wohnung befindlichen Möbeln, die „unverkennbar den Stempel Schinkelscher Erfindung“ (Sievers: Die Möbel, S. 52) getragen haben.
Georg Sievers erbaute sich 1848 ein eigenes Haus in der Berliner Dorotheenstraße.

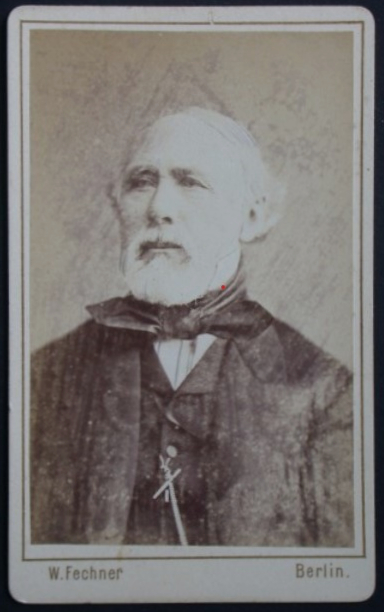
Sievers als alter Herr;
CDV von Wilhelm Fechner, um 1880

Georg Sievers wurde durch August Stüler sehr gefördert und insbesondere zur Innendekoration des Neuen Museums in Berlin herangezogen. Weitere Aufträge erhielt Sievers in verschiedenen Schlössern und Palais der königlichen Familie, im Berliner Opern- und Schauspielhaus sowie in einigen Ministerien in der Wilhelmstraße. Die malerische Instandhaltung gerade von Schinkelbauten bildete einen wesentlichen Teil der Tätigkeit Sievers’. So restaurierte er im Haus des Berliner Seidenfabrikanten Eduard Humbert, einem Sohn von Jean Paul Humbert, den von Schinkel in den Jahren 1813/1814 geschaffenen berühmten Tageszeitenzyklus mit den Wandbildern Morgen, Mittag, Nachmittag, Abenddämmerung, Abend und Nacht. Diese wurden der 1876 eröffneten Nationalgalerie übereignet.
Er war aktives Mitglied im Verein für die Geschichte Berlins.
Georg Sievers starb am 14. Januar 1887 in Berlin. Beigesetzt wurde er im Erbbegräbnis der Familie Wanschaff auf dem Dreifaltigkeitsfriedhof II an der Bergmannstraße. Die um 1840 angelegte Gittergrabanlage mit niedrigen, gesockelten Inschriftensteinen aus Marmor ist erhalten.